# Friedrich Müller (Advokat-Anwalt)

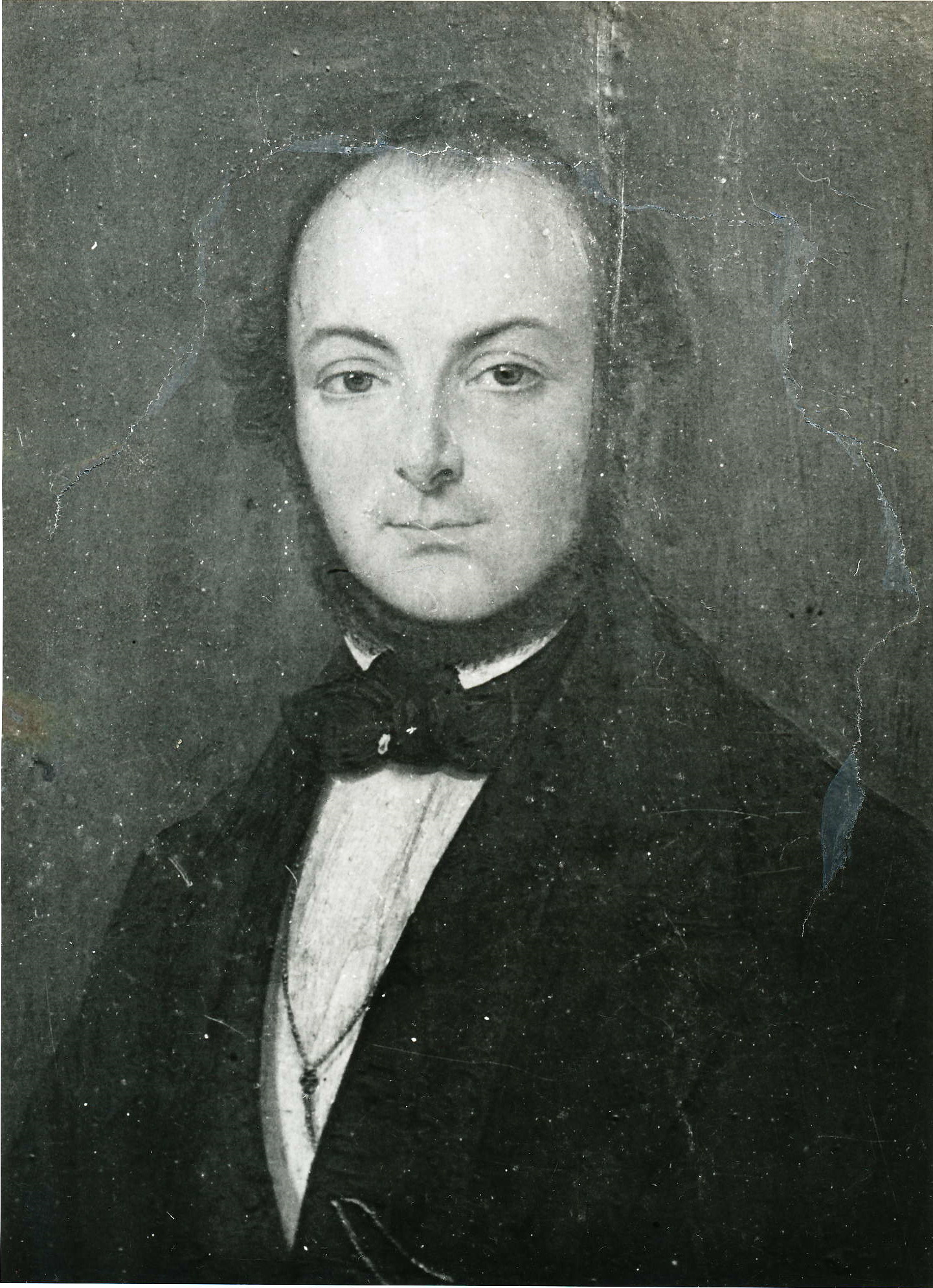
Friedrich Müller (Advokat-Anwalt) Porträt von Philipp Jakob Wagner

Friedrich Müller (* 20. März 1810 in Mainz; † 8. April 1858 ebenda) war ein deutscher Advokat-Anwalt. Berühmtheit erlangte er 1850 durch die erfolgreiche Verteidigung der Angeklagten, denen in einem Hochverratsprozess die Beteiligung am rheinpfälzischen Aufstand 1848 vorgeworfen wurde.

## Herkunft und Familie
Friedrich Müller wurde als Sohn des Glasers Johann Georg Müller und dessen späterer Ehefrau Marie Anna Josephine geb. Greisler (auch: Kreusler) vorehelich geboren. Nachdem seine Eltern am 16. Mai 1810 geheiratet hatten, erfolgte am selben Tag die Ehelicherklärung ihres erstgeborenen Sohns. Er war katholischer Konfession. Zu seinen elf Geschwistern gehörte der Mainzer Klavierbauer Wilhelm Müller.
Friedrich Müller heiratete am 12. April 1841 Anna Elisabetha Schreher (1817–1907), Tochter des Mainzer Bierbrauers Philipp Jacob Schreher. Ihr Schwager war der Feldmarschallleutnant Wilhelm Lenk Freiherr von Wolfsberg, Erfinder der stabilisierten Schießbaumwolle.
Die Ehe von Friedrich und Anna Elisabetha Müller blieb kinderlos. Die Witwe heiratete nicht erneut.

## Studium der Rechtsgelehrsamkeit

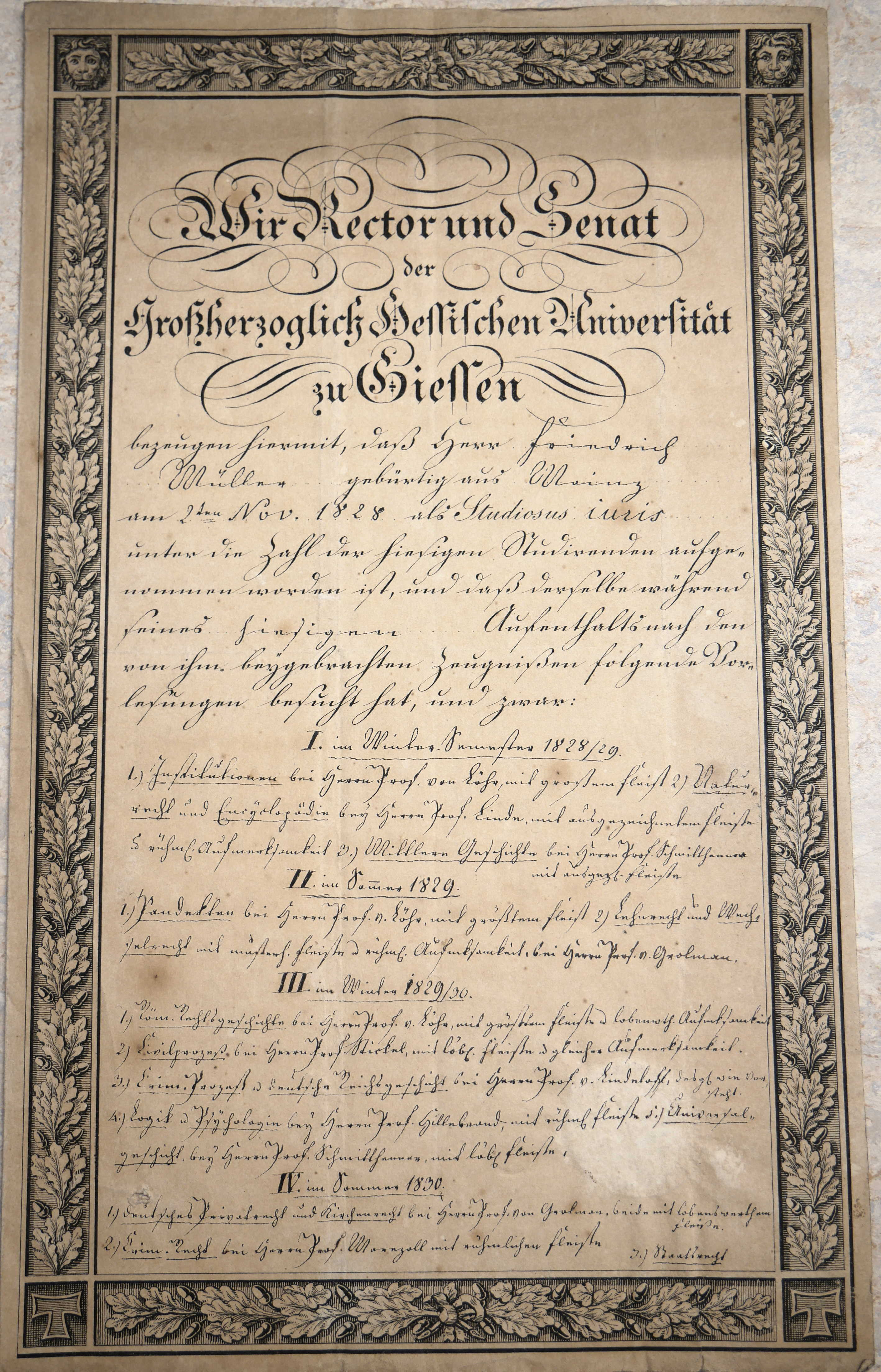
Studienbescheinigung der Universität Gießen, erste Seite

Zu den ausbildungsbezogenen Voraussetzungen für die Aufnahme in den Staatsdienst und damit für die Zulassung als Advokat-Anwalt in Mainz zählte ein Studium der Rechtswissenschaft. Es umfasste eine Dauer von regelmäßig drei Studienjahren und schloss mit einer schriftlichen und mündlichen Fakultätsprüfung ab. Im Großherzogtum Hessen hatte das Studium grundsätzlich an der einzigen Universität des Großherzogtums in Gießen zu erfolgen.
Friedrich Müller begann sein Studium in Gießen im Wintersemester 1828/1829. In einer Studienbescheinigung der Universität Gießen sind die in den nachfolgenden sechs Semestern besuchten Lehrveranstaltungen mit den dozierenden Professoren aufgeführt. Stets werden der besondere Fleiß und die Aufmerksamkeit des Studenten hervorgehoben.
Die Anmerkungen der Universität zum Betragen des Studenten Friedrich Müller führen eine Vielzahl von Verfehlungen auf. Wegen der Beteiligung an mehreren Duellen als Duellant oder Sekundant wurden mehrwöchige Strafen mit Haft im Karzer gegen ihn verhängt. Gleiche Bestrafungen trafen ihn wegen Beleidigung eines Hausmeisters und des Mitbringens von Wein zu Gremiensitzungen in das Universitätsgebäude.

## Tätigkeit als Advokat-Anwalt
Aus seiner Tätigkeit als Untergerichtsschreiber am Kreisgericht zu Mainz wurde Friedrich Müller am 12. März 1841 von Großherzog Ludwig II. zum Advokaten und Anwalt bei den Gerichtshöfen zu Mainz ernannt. Diese Zulassung ermöglichte ihm Tätigkeiten, wie sie weitgehend dem gegenwärtigen Berufsbild eines Rechtsanwalts entsprechen.

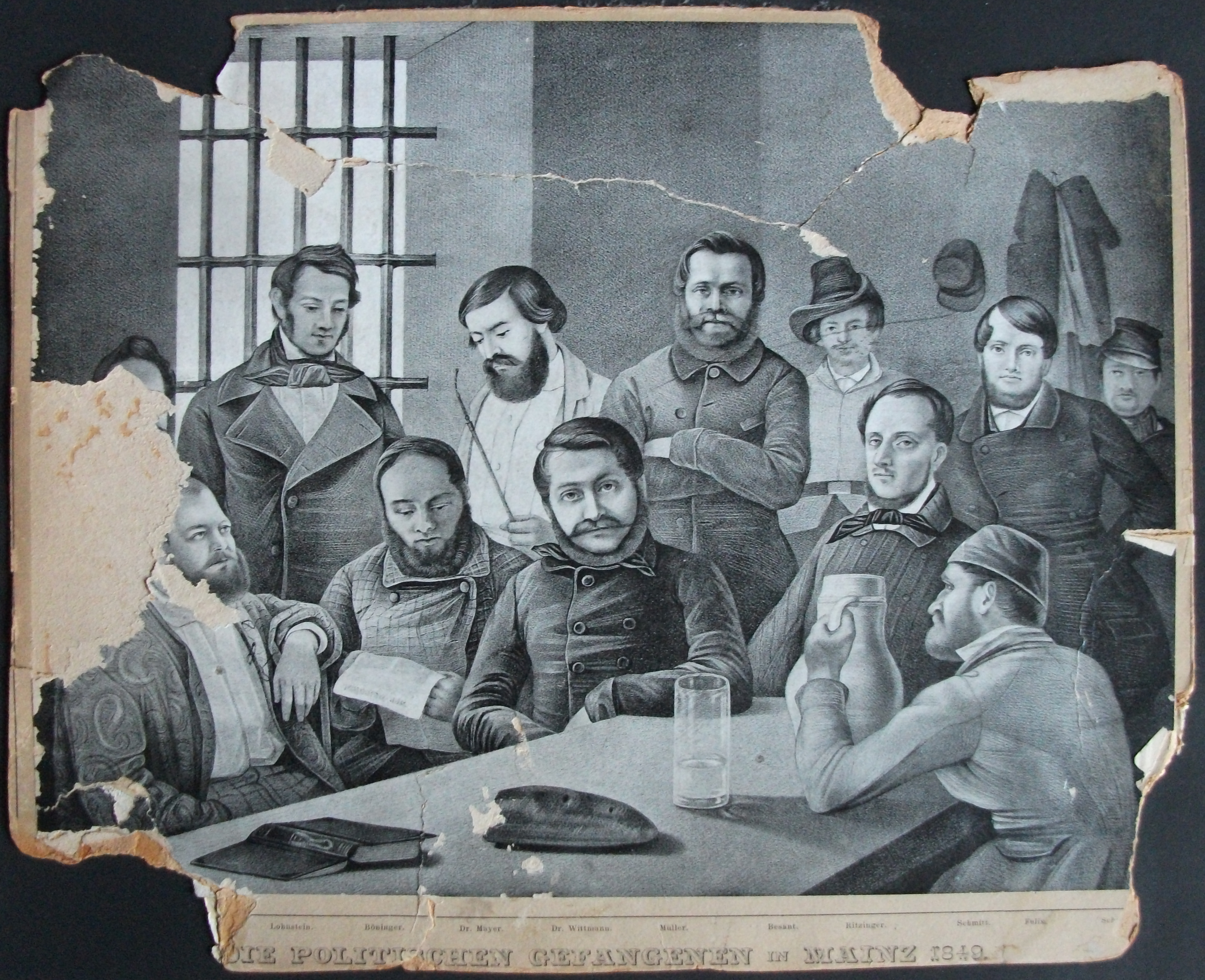
Die politischen Gefangenen in Mainz 1849

Friedrich Müller war leidenschaftlich demokratisch gesinnt. Aktivitäten entwickelte er durch seine Mitgliedschaft in zwei politischen Organisationen. So gehörte er dem Mainzer Bürgerkomitee an. In dieses Gremium waren im März 1848 von einer Volksversammlung 30 Bürger gewählt worden, die den politischen Reformprozess vorantreiben sollten. Nachdem sich das Bürgerkomitee im April 1848 aufgelöst hatte, schloss er sich dem im Mai gegründeten Wormser Demokratenverein an. In beiden Organisationen nahm Friedrich Müller allerdings keine leitenden Funktionen wahr.
Höhepunkt seiner anwaltlichen Tätigkeit war der Mainzer Hochverratsprozess von 1850. Der Prozess sollte der juristischen Aufarbeitung von Unruhen im Rahmen des Pfälzer Aufstands dienen. Nachdem Bayern die im März 1849 beschlossene Frankfurter Nationalverfassung nicht anerkannte, wurde ein Pfälzer Landeskomitee zur Durchsetzung der Verfassung in der Region eingerichtet. Am 9. Mai 1849 forderte das Komitee Verstärkung durch ein bewaffnetes Freiwilligenkorps aus Hessen an, um die lokalen Verwaltungseinheiten abzusetzen. Schon am nächsten Tag kamen 800–900 Bürger aus Mainz, Worms und umliegenden Orten im Grenzort Wörrstadt zusammen. Bei ihrem Vormarsch pfalzeinwärts stießen sie auf von Bayern gerufene preußische Truppen und wurden im Gefecht bei Kirchheimbolanden geschlagen. Dabei kamen 17 der Freischärler ums Leben. Die übrigen flohen oder wurden gefangen genommen und wegen Hochverrats angeklagt.
Den Teilnehmern an den Aufständen wurden 1850 vor dem Assisenhof in Mainz, einem Schwurgericht, das für schwere Verbrechen zuständig war, der Prozess gemacht. Das Verfahren fand vom 22. Mai 1850 bis 8. Juni 1850 im Dalberger Hof statt und umfasste 16 Verhandlungstage. Angeklagt waren zunächst 143 Personen. Teilweise hatten sie bereits eine längere Haft im Eisenturm in Mainz verbracht. Ihre Anzahl verminderte sich erheblich, da in vielen Fällen keine strafbaren Handlungen erkennbar waren. Aufgrund von Begnadigungen und Flucht wurde schließlich nur noch gegen 40 Männer verhandelt. Ihnen wurden Aufruf zum Aufstand, Erpressung von Geld und Waffen zur Ausrüstung der Freischärler und die aktive Teilnahme an den Aufständen in der Pfalz und in Baden vorgeworfen.

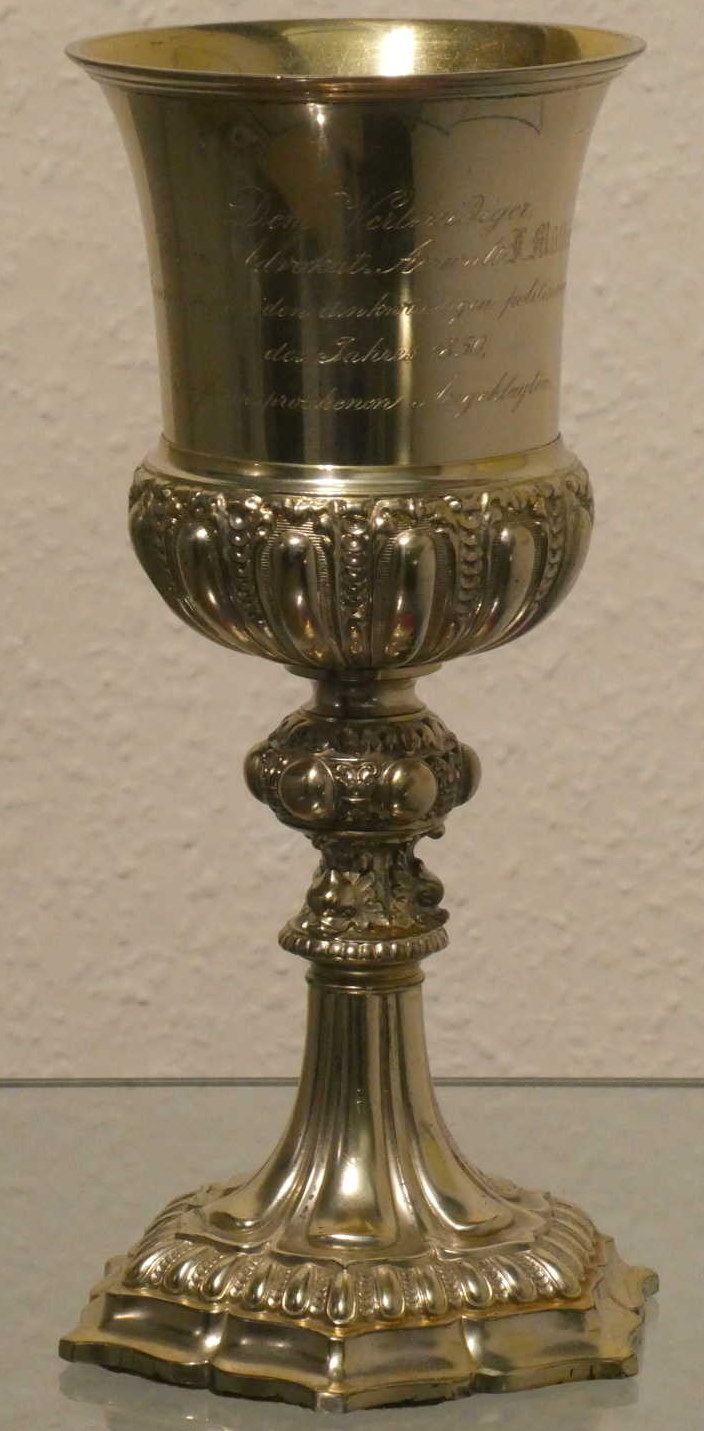
Silberpokal für Friedrich Müller. Inschrift: „Dem Vertheidiger, Herrn Advokat-Anwalt F. Müller zur Erinnerung an den denkwürdigen politischen Prozeß des Jahres 1850, die freigesprochenen Angeklagten.“

Die Verteidigung der Angeklagten übernahmen die Advokat-Anwälte Heinrich Aull, Alexis Dumont, Joseph Görz, Ludwig Herrnsheim, Eduard Lehne, Johann Hermann, Paul Krämer und Friedrich Müller. In ihrer Strategie zielten die Verteidiger darauf ab, dass die Angeklagten lediglich die vom Großherzogtum Hessen anerkannte Reichsverfassung schützen wollten. Das Gericht folgte dieser Argumentation und erkannte auf Freispruch für alle Angeklagten. Friedrich Müller wurde der wesentliche Anteil an diesem Erfolg zuerkannt. Zum Dank schenkten ihm die Mandanten einen Silberpokal, der im Stadthistorischen Museum Mainz ausgestellt ist.
In der Folgezeit trat Friedrich Müller nicht mehr politisch in Erscheinung. Er starb im Alter von 48 Jahren am 8. April 1858 in seinem Haus in der Heiliggrabgasse in Mainz. Ein kurzer Nachruf in der Mainzer Tagespresse bezeichnet ihn als einen in weiten Kreisen bekannten Juristen, der auch als Redner und Rechtslehrer einen ausgezeichneten Ruf genoss.